# Wahlen zum Senat der Vereinigten Staaten 2024
Die Wahlen zum Senat der Vereinigten Staaten 2024 fanden am 5. November 2024 gleichzeitig mit den Wahlen zum US-Repräsentantenhaus und der Präsidentschaftswahl statt. Auf Ebene der Bundesstaaten fanden zeitgleich in 11 Bundesstaaten und zwei Territorien Gouverneurswahlen statt.
Bei den Senatswahlen standen 34 der 100 Senatssitze zur Wahl. Es handelte sich dabei um die 33 Senatoren der Klasse I, die zuletzt 2018 gewählt wurden, sowie eine Sonderwahl für einen Sitz der Klasse II. In Kalifornien fanden zwei Wahlen für den gleichen Sitz statt – einmal für die zwei Monate zwischen der Wahl bis zum Beginn des 119. Kongresses, dann eine Wahl für die reguläre neue Amtszeit von sechs Jahren.
Die Republikanische Partei gewann bei dieser Wahl die Mehrheit im Senat, in dem sie alle ihre Sitze mit mindestens 6,6 % Vorsprung verteidigte und zugleich vier Sitze (Montana, Ohio, Pennsylvania und West Virginia) hinzugewann. Auch bemerkenswert war, dass die Demokraten vier Sitze in Staaten gewannen, die von Donald Trump bei der zeitgleichen Präsidentschaftswahl gewonnen wurden (Arizona, Michigan, Nevada und Wisconsin).

## Ausgangslage
- keine Wahl: 28
- Dem/Unab.: 23
- Rep.: 11
- keine Wahl: 38

Situation vor den Senatswahlen 2024:

Bei den Midterms 2022 konnten die Demokraten die Kontrolle im Senat behalten, da sie einerseits ihre eigenen Senatssitze alle verteidigen konnten und andererseits mit John Fetterman in Pennsylvania einen Sitz von den Republikanern hinzugewinnen konnten. Somit haben die Demokraten mit 51 von 100 Sitzen eine eigene Mehrheit und sind nicht mehr auf die bei einem Patt entscheidende Stimme der US-Vizepräsidentin und Senatspräsidentin Kamala Harris angewiesen. Die Abgeordnete Kyrsten Sinema verließ die Demokratische Partei am 9. Dezember 2022; sie gehörte seither als Unabhängige dem Senat an. Anders als die beiden Unabhängigen Angus King und Bernie Sanders nahm sie nicht an Fraktionstreffen der Demokraten teil, behielte aber ihre Sitze in den Ausschüssen, womit sie effektiv Teil der Fraktion (caucus) blieb. Zudem trat Joe Manchin am 31. Mai 2024 ebenfalls aus der Demokratischen Partei aus, verblieb aber in der Fraktion.
Von den 2024 zur Wahl stehenden Senatoren der Klasse I, deren Amtszeit regulär am 3. Januar 2025 endete, waren 20 Demokraten, zehn Republikaner und drei Unabhängige: der mit Unterstützung der Demokraten gewählte Bernie Sanders aus Vermont, Angus King aus Maine, der ebenfalls der demokratischen Fraktion angehört sowie Kyrsten Sinema aus Arizona, die 2018 noch als Demokratin gewählt wurde und die Partei 2022 verließ, aber Mitglied der Fraktion der Demokraten blieb.
Zur Zeit der US-Wahlen 2024 bekleideten 26 Republikaner, die an die Big Lie-Erzählung glauben, in 19 Bundesstaaten Ämter mit Wahlaufsichts- und Wahlleitungsbefugnis (Gouverneur, Attorney General und Secretary of State).
Dieser Wahlzyklus galt als unvorteilhaft für die Demokraten, da sie 23 der 33 zur Wahl stehenden Sitze, von denen 5 Sitze Staaten vertraten, die Donald Trump 2020 mit weniger als 5 % Rückstand verlor; und 3 Sitze Staaten vertraten, die Trump in beiden Präsidentschaftswahlen gewann, hielten. Im Gegensatz dazu verteidigten die Republikaner nur einen Staat, den Joe Biden 2020 mit weniger als 5 % Rückstand verlor.
Als besonders umkämpfte Sitze galten die in Arizona, Michigan, Montana, Nevada, Ohio, Pennsylvania und Wisconsin. Zudem galten Florida, Maryland, die reguläre Wahl in Nebraska und Texas als potentiell umkämpft.

### Nicht mehr kandidierende Amtsinhaber
- Mike Braun, R–IN[9]
- Laphonza Butler, D–CA[10]
- Ben Cardin, D–MD[11]
- Tom Carper, D–DE[12]
- George Helmy, D–NJ
- Joe Manchin, I–WV[13]
- Mitt Romney, R–UT[14]
- Kyrsten Sinema, I–AZ[15]
- Debbie Stabenow, D–MI[16]

## Zur Wahl stehende Senatsposten der Bundesstaaten
Zur Klasse I gehört jeweils ein Senator aus Arizona, Connecticut, Delaware, Florida, Hawaii, Indiana, Kalifornien, Maine, Maryland, Massachusetts, Michigan, Minnesota, Mississippi, Missouri, Montana, Nebraska, Nevada, New Jersey, New Mexico, New York, North Dakota, Ohio, Pennsylvania, Rhode Island, Tennessee, Texas, Utah, Vermont, Virginia, Washington, West Virginia, Wisconsin und Wyoming.
Wegen des Rücktritts von Ben Sasse zum 8. Januar 2023 steht auch Nebraskas Senatssitz der Klasse II zur Wahl. Als Sasses Nachfolger hatte Nebraskas Gouverneur Jim Pillen seinen republikanischen Amtsvorgänger Pete Ricketts bis zur Nachwahl im November 2024 ernannt.
Nach dem Tod der Senatorin Dianne Feinstein aus Kalifornien ist dort eine Sonderwahl für die verbleibenden Wochen der Amtszeit nötig. Diese findet gleichzeitig mit der Wahl für die 2025 beginnende sechsjährige Amtszeit mit den gleichen Kandidaten statt, ist aber von dieser unabhängig.
| Staat                    | Amtsinhaber            | Ergebnis letzte Wahl | Amtsinhaber kandidiert | Kandidaten (nach Vorwahlen)                                | Wahlsieger Wechsel D/R   | Ergebnis                     | Anmerkungen                         |
| ------------------------ | ---------------------- | -------------------- | ---------------------- | ---------------------------------------------------------- | ------------------------ | ---------------------------- | ----------------------------------- |
| Arizona                  | Kyrsten Sinema (I)     | 50.0% D              | nein                   | Ruben Gallego (D) Kari Lake (R)                            | Ruben Gallego (D)        | 50.1% D (Wechsel von I zu D) | Sinema wurde als Demokratin gewählt |
| Connecticut              | Chris Murphy (D)       | 59.5% D              | ja                     | Chris Murphy Matthew Corey (R)                             | Chris Murphy (D)         | 58.9% D                      |                                     |
| Delaware                 | Tom Carper (D)         | 60.0% D              | nein                   | Lisa Blunt Rochester (D) Eric Hansen (R)                   | Lisa Blunt Rochester (D) | 56.6% D                      |                                     |
| Florida                  | Rick Scott (R)         | 50.1% R              | ja                     | Rick Scott (R) Debbie Mucarsel-Powell (D)                  | Rick Scott (R)           | 55.6% R                      |                                     |
| Hawaii                   | Mazie Hirono (D)       | 71.2% D              | ja                     | Mazie Hirono (D) Bob McDermott (R)                         | Mazie Hirono (D)         | 64.6% D                      |                                     |
| Indiana                  | Mike Braun (R)         | 50.7% R              | nein                   | Jim Banks (R) Valerie McCray (D)                           | Jim Banks (R)            | 58.6% R                      | Braun kandidierte als Gouverneur    |
| Kalifornien (Sonderwahl) | Laphonza Butler (D)    | ernannt D            | nein                   | Steve Garvey (R) Adam Schiff (D)                           | Adam Schiff (D)          | 58.8% D                      | Zwei Wahlen für einen Sitz          |
| Kalifornien              | Laphonza Butler (D)    | ernannt D            | nein                   | Steve Garvey (R) Adam Schiff (D)                           | Adam Schiff (D)          | 58.9% D                      | Zwei Wahlen für einen Sitz          |
| Maine                    | Angus King (I)         | 54.3% I              | ja                     | Angus King (I) David Allen Costello (D) Demi Kouzounas (R) | Angus King (I)           | 52.1% I                      |                                     |
| Maryland                 | Ben Cardin (D)         | 64.9% D              | nein                   | Larry Hogan (R) Angela Alsobrooks (D)                      | Angela Alsobrooks (D)    | 54.6% D                      |                                     |
| Massachusetts            | Elizabeth Warren (D)   | 60.3% D              | ja                     | Elizabeth Warren (D) John Deaton (R)                       | Elizabeth Warren (D)     | 59.8% D                      |                                     |
| Michigan                 | Debbie Stabenow (D)    | 52.3% D              | nein                   | Elissa Slotkin (D) Mike J. Rogers (R)                      | Elissa Slotkin (D)       | 48.6% D                      |                                     |
| Minnesota                | Amy Klobuchar (D)      | 60.3% DFL            | ja                     | Amy Klobuchar (DFL) Royce White (R)                        | Amy Klobuchar (DFL)      | 56.2% DFL                    |                                     |
| Mississippi              | Roger Wicker (R)       | 58.5% R              | ja                     | Roger Wicker (R) Ty Pinkins (D)                            | Roger Wicker (R)         | 62.8% R                      |                                     |
| Missouri                 | Josh Hawley (R)        | 51.4% R              | ja                     | Josh Hawley (R) Lucas Kunce (D)                            | Josh Hawley (R)          | 55.6% R                      |                                     |
| Montana                  | Jon Tester (D)         | 50.3% D              | ja                     | Jon Tester (D) Tim Sheehy (R)                              | Tim Sheehy (R)           | 52.6% R (Wechsel von D zu R) |                                     |
| Nebraska                 | Deb Fischer (R)        | 57.7% R              | ja                     | Deb Fischer (R) Dan Osborn (I)                             | Deb Fischer (R)          | 53.2% R                      | Kein demokratischer Kandidat        |
| Nebraska (Sonderwahl)    | Pete Ricketts (R)      | ernannt R            | ja                     | Pete Ricketts (R) Preston Love (D)                         | Pete Ricketts (R)        | 62.6% R                      |                                     |
| Nevada                   | Jacky Rosen (D)        | 50.4% D              | ja                     | Jacky Rosen (D) Sam Brown (R)                              | Jacky Rosen (D)          | 47.9% D                      |                                     |
| New Jersey               | George Helmy (D)       | ernannt D            | nein                   | Curtis Bashaw (R) Andy Kim (D)                             | Andy Kim (D)             | 53.6% D                      |                                     |
| New Mexico               | Martin Heinrich (D)    | 54.1% D              | ja                     | Martin Heinrich (D) Nella Domenici (R)                     | Martin Heinrich (D)      | 55.1% D                      |                                     |
| New York                 | Kirsten Gillibrand (D) | 67.0% D              | ja                     | Kirsten Gillibrand (D) Mike Sapraicone (R)                 | Kirsten Gillibrand (D)   | 58.9% D                      |                                     |
| North Dakota             | Kevin Cramer (R)       | 55.1% R              | ja                     | Kevin Cramer (R) Katrina Christiansen (D-NPL)              | Kevin Cramer (R)         | 66.3% R                      |                                     |
| Ohio                     | Sherrod Brown (D)      | 53.4% D              | ja                     | Sherrod Brown (D) Bernie Moreno (R)                        | Bernie Moreno (R)        | 50.1% R (Wechsel von D zu R) |                                     |
| Pennsylvania             | Bob Casey (D)          | 55.7% D              | ja                     | Bob Casey (D) Dave McCormick (R)                           | Dave McCormick (R)       | 48.8% R (Wechsel von D zu R) |                                     |
| Rhode Island             | Sheldon Whitehouse (D) | 61.4% D              | ja                     | Sheldon Whitehouse (D) Patricia Morgan (R)                 | Sheldon Whitehouse (D)   | 59.9% D                      |                                     |
| Tennessee                | Marsha Blackburn (R)   | 54.7% R              | ja                     | Marsha Blackburn (R) Gloria Johnson (D)                    | Marsha Blackburn (R)     | 63.8% R                      |                                     |
| Texas                    | Ted Cruz (R)           | 50.9% R              | ja                     | Colin Allred (D) Ted Cruz (R)                              | Ted Cruz (R)             | 53.1% R                      |                                     |
| Utah                     | Mitt Romney (R)        | 62.6% R              | nein                   | John Curtis (R) Caroline Gleich (D)                        | John Curtis (R)          | 62.5% R                      |                                     |
| Vermont                  | Bernie Sanders (I)     | 67.4% I              | ja                     | Bernie Sanders (I) Gerald Malloy (R)                       | Bernie Sanders (I)       | 63.2% I                      |                                     |
| Virginia                 | Tim Kaine (D)          | 57.0% D              | ja                     | Tim Kaine (D) Hung Cao (R)                                 | Tim Kaine (D)            | 54.4% D                      |                                     |
| Washington               | Maria Cantwell (D)     | 58.3% D              | ja                     | Maria Cantwell (D) Raul Garcia                             | Maria Cantwell (D)       | 59.1% D                      |                                     |
| West Virginia            | Joe Manchin (D)        | 49.6% D              | nein                   | Jim Justice (R) Glenn Elliott (D)                          | Jim Justice              | 68.8% R (Wechsel von I zu R) | Manchin wurde als Demokrat gewählt  |
| Wisconsin                | Tammy Baldwin (D)      | 55.4% D              | ja                     | Tammy Baldwin (D) Eric Hovde (R)                           | Tammy Baldwin (D)        | 49.3% D                      |                                     |
| Wyoming                  | John Barrasso (R)      | 67.0% R              | ja                     | John Barrasso (R) Scott Morrow (D)                         | John Barrasso (R)        | 75.1% R                      |                                     |

1. ↑  Neben den Kandidaten der Demokraten und Republikaner treten in den meisten Staaten auch Kandidaten von Kleinparteien oder Unabhängige an. Mit Ausnahmen von Amtsinhabern und Kandidaten mit laut Umfragen realistischen Wahlchancen sind diese nicht in der Aufzählung gelistet.

## Umfragen und Prognosen
| Institut                | Stand      | Demokraten | Republikaner | Offen |
| ----------------------- | ---------- | ---------- | ------------ | ----- |
| Cook                    | 09.02.2024 | 47         | 50           | 3     |
| Inside                  | 09.02.2024 | 47         | 50           | 3     |
| Race to the White House | 15.03.2024 | 49         | 50           | 1     |
| Sabato                  | 09.02.2024 | 47         | 50           | 3     |

## Arizona

### Zusammenfassung
In den meisten Umfragen und Bewertungen galt Gallego als leichter Favorit. Gallego besiegte Lake mit 2,41 Prozentpunkten Vorsprung – ein knapperes Rennen, als Umfragen für den Großteil des Wahlkampfs prognostiziert hatten. Der deutlichere Sieg des republikanischen Präsidentschaftskandidaten Donald Trump im Bundesstaat als erwartet trug wahrscheinlich dazu bei, aber es gab auch eine erhebliche Aufteilung der Stimmen zwischen Präsidentschafts- und Senatswahlen.
Gallego übertraf Kamala Harris mit dem viertgrößten Vorsprung unter den demokratischen Senatskandidaten im Jahr 2024 und dem größten Vorsprung eines Nicht-Amtsinhabers. Gallego erhielt rund 93.000 Stimmen mehr als Kamala Harris, während Lake rund 175.000 Stimmen weniger als Donald Trump erhielt. Diese Wahl war der vierte (2018, 2020 (Sonderwahl) & 2022) Wahlzyklus in Folge, in dem die Demokraten eine Senatswahl in Arizona gewannen.
Dies war das erste Mal, dass Arizona für Kandidaten unterschiedlicher politischer Parteien bei den US-Senator- und Präsidentenposten gestimmt hat, seit der Demokrat Dennis DeConcini 1988 wiedergewählt wurde, als der Republikaner George H. W. Bush den Staat gewann. Gallego war zudem der erste Latino, der aus Arizona, einem Staat mit einem hohen Anteil an Latino-Bevölkerung, in den Senat gewählt wurde.

### Vorwahlen

#### Demokratische Partei
| Kandidat      | Stimmen | Prozent |
| ------------- | ------- | ------- |
| Ruben Gallego | 498.927 | 100,0%  |

#### Republikanische Partei
| Kandidat            | Stimmen | Prozent |
| ------------------- | ------- | ------- |
| Kari Lake           | 409.339 | 55,28%  |
| Mark Lamb           | 292.888 | 39,56%  |
| Elizabeth Jean Reye | 38.208  | 5,16%   |

### Wahlresultat
| Kandidat                                 | Partei                                   | Partei                                   | Stimmen   | Prozent |
| ---------------------------------------- | ---------------------------------------- | ---------------------------------------- | --------- | ------- |
| Ruben Gallego                            |                                          | Demokratische Partei                     | 1.676.335 | 50,06%  |
| Kari Lake                                |                                          | Republikanische Partei                   | 1.595.761 | 47,65%  |
| Eduardo Heredia-Quintana                 |                                          | Green Party                              | 75.868    | 2,27%   |
| Andere Kandidaten und "write-in"-Stimmen | Andere Kandidaten und "write-in"-Stimmen | Andere Kandidaten und "write-in"-Stimmen | 850       | 0,02%   |

## Connecticut

### Zusammenfassung
Im tiefblauen Connecticut galt Murphy als klarer Favorit, sein Sitz als sicher. Murphy gewann die Wahl mit 58,58 % der Stimmen in einem Rematch gegen Matthew Corey, einem Barbesitzer, und durfte somit seine dritte Amtszeit antreten.

### Vorwahlen

#### Demokratische Partei
| Kandidat     | Stimmen              | Prozent |
| ------------ | -------------------- | ------- |
| Chris Murphy | ohne Gegenkandidaten | 100,0%  |

#### Republikanische Partei
| Kandidat      | Stimmen | Prozent |
| ------------- | ------- | ------- |
| Matthew Corey | 19.228  | 54,74%  |
| Gerry Smith   | 15.900  | 45,26%  |

### Wahlresultat
| Kandidat           | Partei             | Partei                 | Stimmen   | Prozent |
| ------------------ | ------------------ | ---------------------- | --------- | ------- |
| Chris Murphy       |                    | Demokratische Partei   | 1.000.695 | 58,58%  |
| Matthew Corey      |                    | Republikanische Partei | 678.256   | 39,78%  |
| Robert F. Hyde     |                    | Cheaper Gas Groceries  | 14.879    | 0,87%   |
| Justin Paglino     |                    | Green Party            | 14.422    | 0,84%   |
| "Write-in"-Stimmen | "Write-in"-Stimmen | "Write-in"-Stimmen     | 7         | 0,00%   |